# Afonso Vidal
Afonso Vidal, mais conhecido como Afonsinho (Santos, 27 de maio de 1935 – Santos, 28 de março de 2011) foi um futebolista brasileiro que atuava como meio-campista.

## Carreira
Afonsinho começou a jogar futebol em 1951, na Portuguesa Santista.
Em 1956 foi negociado com o Santos. Afonsinho jogou no Peixe de 1956 a 1960, anotando 20 gols em 114 jogos.
Após sair do Santos em 1959, o meia teve o passe comprado pelo Náutico, onde atuou apenas por um ano.
O jogador chegou a Belo Horizonte na noite de 20 de novembro de 1961, ainda sem acertar contrato com o Atlético Mineiro, que pagou 500 mil cruzeiros pelo seu passe. Depois de participar de um amistoso com a equipe reserva, uma goleada sobre o Vera Cruz, de Betim, por 6 a 1, com um gol dele, Afonsinho estreou no clássico contra o Cruzeiro válido pela última rodada do turno do Mineiro, no Independência, onde marcou novamente. Atuou pelo Atlético até setembro de 1964, onde conquistou o Campeonato Mineiro em 1962 e 1963 e em 80 jogos, marcou 13 gols. Além disso, comandou o Atlético em 10 partidas na temporada de 1962, conquistando 9 vitórias e apenas 1 derrota.
Passou ainda pelo São Bento de Marília (de 1966 a 67), onde encerrou a carreira.
De 1967 a 68, Afonsinho foi o técnico do São Bento de Marília e de 1969 a 70, comandou o Maringá.

### Títulos
Santos
- Campeonato Paulista: 1958

- Torneio Rio-São Paulo: 1959

Atlético Mineiro
- Campeonato Mineiro: 1962 e 1963

São Bento
- Campeonato Paulista de Futebol - Série A3: 1967[5]

## Morte
Em março de 2005, submeteu-se a uma cirurgia para a introdução de um marca-passo.
Em janeiro foi internado no Hospital Ana Costa, com insuficiência cardiovascular. Afonsinho faleceu no dia 28 de março de 2011 no mesmo Hospital Ana Costa, em Santos, vítima de uma insuficiência cardíaca. Seu corpo foi sepultado no Cemitério Vicente de Carvalho, no Guarujá.

## Homenagens
Em setembro de 2019, seu nome passou a denominar uma rua do Bairro do Perequê, no Guarujá.